# جایزه بزرگ آلمان ۱۹۷۶
جایزه بزرگ آلمان ۱۹۷۶ (انگلیسی: ‎1976 German Grand Prix‎) یک مسابقهٔ موتوری در رشتهٔ اتومبیل‌رانی فرمول یک بود که در تاریخ ۱ اوت ۱۹۷۶ در نوربورگ‌رینگ واقع در نوربورگ، آلمان غربی برگزار شد. این گراند پری در میان ۱۶ گراند پری در فصل ۱۹۷۶، مسابقهٔ شمارهٔ ۱۰ بود.
در این مسابقه که در ۱۴ دور و به مسافت ۳۱۹٫۶۹۰ کیلومتر (۱۹۸٫۶۴۶ مایل) برگزار شد، پول پوزیشن توسط جیمز هانت کسب شد و سریع‌ترین زمان برای طی یک دور پیست که برابر با ۷:۱۰٫۸ بود نیز توسط جودی شکتر به ثبت رسید.
جیمز هانت از تیم مک‌لارن-فورد، جودی شکتر از تیم تایرل-فورد و یوخن ماس از تیم مک‌لارن-فورد به‌ترتیب مقام‌های اول تا سوم مسابقه را کسب کردند.

## رده‌بندی قهرمانی پس از مسابقه
| جایگاه | راننده       | امتیاز |
| ------ | ------------ | ------ |
| ۱      | نیکی لائودا  | ۵۸     |
| ۲      | جیمز هانت    | ۴۴     |
| ۳      | جودی شکتر    | ۳۴     |
| ۴      | پاتریک دیپلر | ۲۶     |
| ۵      | کلی رگاتزونی | ۱۶     |
| منبع:  |              |        |

| جایگاه | سازنده      | امتیاز  |
| ------ | ----------- | ------- |
| ۱      | فراری       | ۶۱      |
| ۲      | مک‌لارن-فورد | ۴۹ (۵۰) |
| ۳      | تایرل-فورد  | ۴۷      |
| ۴      | لیجیه-ماترا | ۱۰      |
| ۵      | پنسکی-فورد  | ۹       |
| منبع:  |             |         |

یادداشت
- تنها پنج جایگاه نخست از هر رده‌بندی نمایش داده شده‌است.